# Kilsbergen Trailrun
Kilsbergen Trailrun är ett motionslopp i terränglöpning, även kallat traillöpning. Loppet består av två distanser: 5 km och 14 km. Den första upplagan av loppet genomfördes 2011. Loppet arrangeras av AH Event tillsammans med KFUM Örebro Orientering och IF Örebrolöparna. Loppet ingår i Löpex Långloppscup. 
Banan som loppet genomförs på består av den vackra Bergslagsleden och start och målgång sker vid Ånnaboda skidstadion väster om Örebro. 